# Karpiówka
Karpiówka is een plaats in het Poolse district  Kraśnicki, woiwodschap Lublin. De plaats maakt deel uit van de gemeente Kraśnik en telt 435 inwoners.

## Voetnoten
1. 1 2  Według danych na dzień 31.12.2007 r.